# Cephalodella poitera
Cephalodella poitera är en hjuldjursart som beskrevs av Myers 1934. Cephalodella poitera ingår i släktet Cephalodella och familjen Notommatidae. Inga underarter finns listade i Catalogue of Life.